# 耳莢金合歡
耳莢金合歡（Vachellia erioloba）又稱长颈鹿刺，是分佈於非洲南部南非、博茨瓦纳、津巴布韋西部和纳米比亚部分地区、安哥拉、莫桑比克西南部、赞比亚、史瓦帝尼的一种豆科植物。1836年，恩斯特·海因里希·弗里德里希·迈耶和约翰·弗朗茨·德雷格首次提及該植物。长颈鹿刺在南非是一种受保护的植物。耳莢金合歡可以长到20米高。